# 29146 McHone
29146 McHone è un asteroide della fascia principale. Scoperto nel 1988, presenta un'orbita caratterizzata da un semiasse maggiore pari a 2,3999971 UA e da un'eccentricità di 0,2431680, inclinata di 23,61747° rispetto all'eclittica.